# Río Blanco (Aconcagua)
El río Blanco es un curso de agua chileno en la región de Valparaíso. Nace en la laderas norte de los cerros "La Copa" y "El Altar" que son a su vez el límite norte de la cuenca del río Mapocho. Luego se dirige hacia el noroeste a través de 15 km, con gran pendiente y recibe las aguas de su principal afluente, el río Leones. Aguas abajo se reúne con el río Juncal para dar vida al río Aconcagua que drena las aguas de su cuenca en el mar.
Según una carta oficial, el Aconcagua nace recién en la confluencia del Juncal con el río Colorado. Hans Niemeyer disiente de tal interpretación de la geografía.
(No debe ser confundido con el río Blanco (Colorado), afluente del río Colorado (Aconcagua))

## Trayecto
Sobre su trayecto escribe el informe de la Dirección General de Aguas:: 1 
El río Blanco se genera al pie norte de los cerros La Copa y El Altar, en el cordón de displuvio con la cuenca alta del río Mapocho; se dirige al NW con una gran pendiente y una longitud de 15 km. Su tributario más importante es el río Los Leones, que se genera en áreas englaciadas alrededor del cerro Alto de Los Leones (5.400 m).

## Caudal y régimen
La parte alta de la cuenca del río Aconcagua, a la cual pertenece el río Blanco tiene un régimen nival.: 24  Esto puede verse en las curvas de caudales medios, con crecidas en los meses de verano.

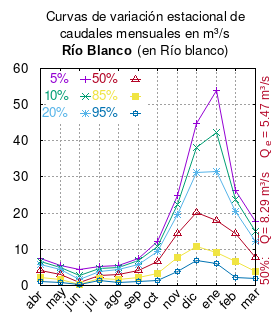
Curva de variación estacional del río Blanco.

El caudal del río (en un lugar fijo) varía en el tiempo, por lo que existen varias formas de representarlo. Una de ellas son las curvas de variación estacional que, tras largos periodos de mediciones, predicen estadísticamente el caudal mínimo que lleva el río con una probabilidad dada, llamada probabilidad de excedencia. La curva de color rojo ocre (con {\displaystyle {\color {Red}\vartriangle }}) muestra los caudales mensuales con probabilidad de excedencia de un 50%. Esto quiere decir que ese mes se han medido igual cantidad de caudales mayores que caudales menores a esa cantidad. Eso es la mediana (estadística), que se denota Qe, de la serie de caudales de ese mes. La media (estadística) es el promedio matemático de los caudales de ese mes y se denota {\displaystyle {\overline {Q}}}. 
Una vez calculados para cada mes, ambos valores son calculados para todo el año y pueden ser leídos en la columna vertical al lado derecho del diagrama. El significado de la probabilidad de excedencia del 5% es que, estadísticamente, el caudal es mayor solo una vez cada 20 años, el de 10% una vez cada 10 años, el de 20% una vez cada 5 años, el de 85% quince veces cada 16 años y la de 95% diecisiete veces cada 18 años. Dicho de otra forma, el 5% es el caudal de años extremadamente lluviosos, el 95% es el caudal de años extremadamente secos. De la estación de las crecidas puede deducirse si el caudal depende de las lluvias (mayo-julio) o del derretimiento de las nieves (septiembre-enero).

## Historia
Francisco Solano Asta-Buruaga y Cienfuegos escribió en 1899 en su Diccionario Geográfico de la República de Chile sobre el río:
Río Blanco.-—En el departamento de Andes. Nace en la pendiente septentrional de la alta rama ó grupo de cerros de la cordillera de los Andes que divide los derrames que caen por este lado en el río Aconcagua de los que dan al Mapocho al sur. Es de corto caudal; corre precipitoso por entre ásperas sierras con un curso hacia el NNO. de unos 35 á 38 kilómetros y va á reunirse, á poco más de 35 kilómetros al oriente de la ciudad capital de aquel departamento y á 1,480 metros de altitud, con el Juncal formando principalmente su reunión el río Aconcagua. Como á la mitad de su curso recibe del E. un arroyo que baja de un alto cerro nevoso, llamado de los Leones, y más arriba otro que viene del mismo punto precipitándose por hondas quebradas, en cuya serranía intermedia se encuentra de 3,000 á 3,500 metros sobre el Pacífico por los 33º Lat. y 70º 20' Lon., un rico mineral de oro, plata y cobre que se conoce con la denominación del mismo río ó del Zorro Nuevo, y que ha comenzado á ser explotado en 1887. El nombre de Río Blanco proviene del color del limo que arrastran sus aguas.